# Саньлитунь
Саньлиту́нь (кит. упр. 三里屯, пиньинь Sānlǐtún) — улица, расположенная в Пекине, районе Чаоян, к востоку от Стадиона Трудящихся. Известна многочисленными барами и магазинами зарубежных товаров. Находится недалеко от Посольства Пекина, отчего привлекает многих иностранцев и является популярным местом для шоппинга, ресторанов и развлечений. С конца XX века район регулярно реконструировался в рамках общегородского проекта экономического роста. В настоящее время на улице расположено множество баров и клубов, пользующихся популярностью как у иностранцев, так и у местных жителей, а также такие международные бренды как Apple, Uniqlo и Adidas расположены здесь. Примечательно, что данный магазин Adidas является самым большим в мире. Торговый центр Sanlitun Village, состоящий из 19 зданий и находящихся на двух участках, спроектирован в стиле хутунов, и является важным местом розничной торговли Пекина.

## История

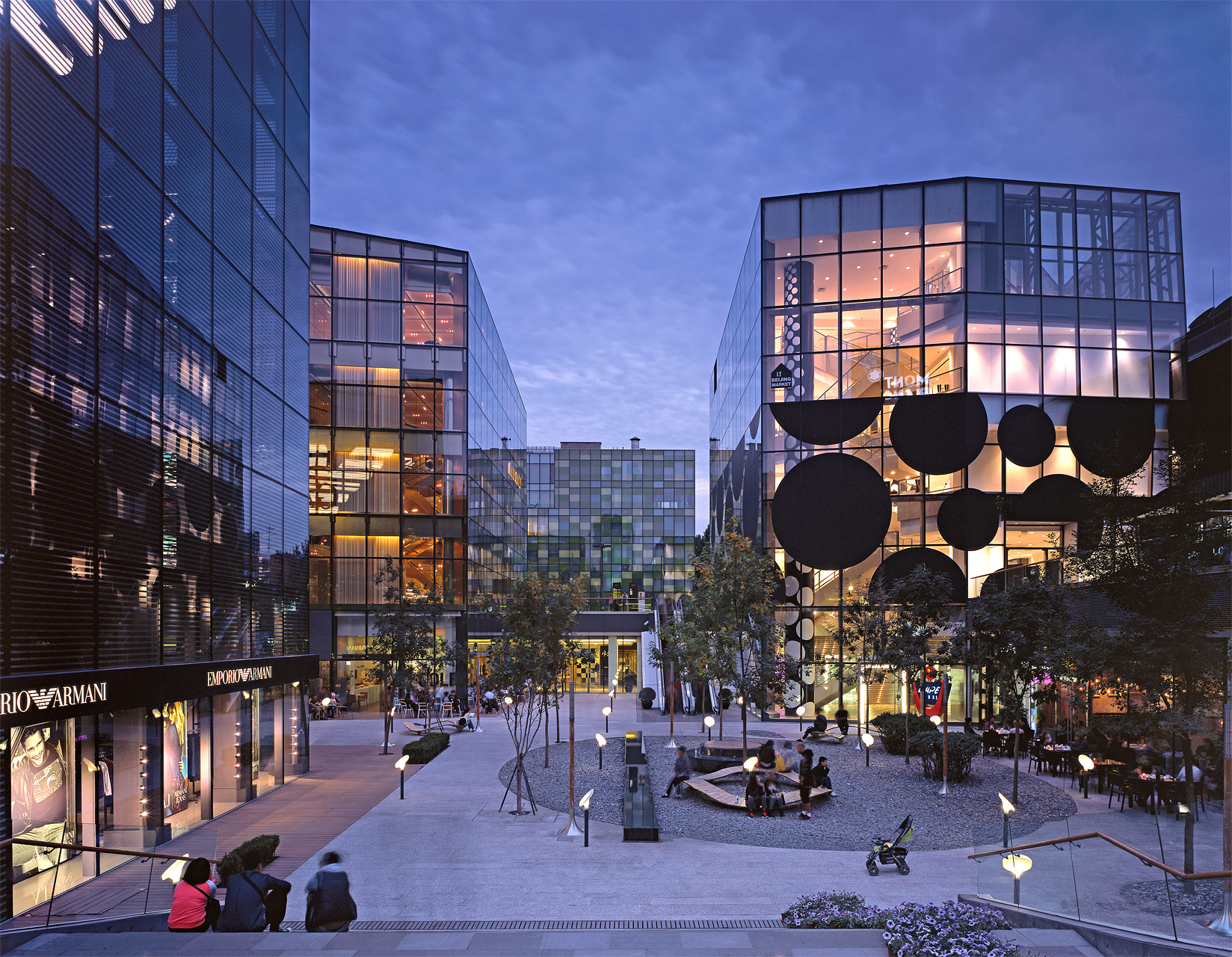
Один из множества торговых центров на улице

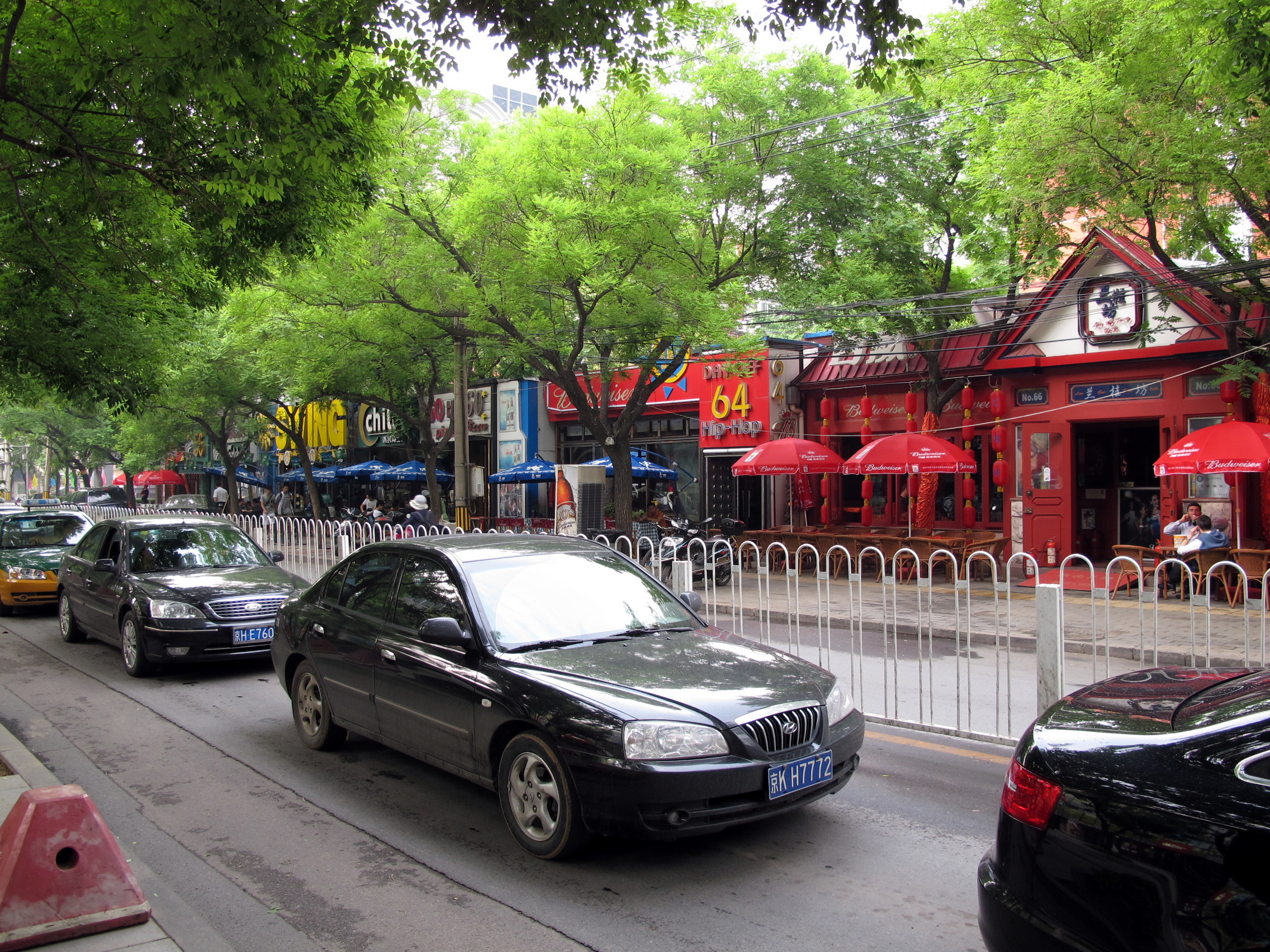
Рестораны на Санлитуне в 2010 году

Изначально, Саньлитунь был крестьянским домом, расположенным на расстоянии трёх ли (1 ли — 0,5 км) от ворот Дунчжимэнь (кит. 东直门, бывшие ворота в городской стене старого Пекина), отчего и назывался «деревней трех ли». Ранее расположенные здесь гробницы великого князя Гуна и 14-го сына 1 цинского императора Доргоня были разрушены из-за ветхости.
До 1949 года Посольский квартал Пекина был центром дипломатической деятельности в столице. После основания Китайской Народной Республики правительство хотело перенести дипломатический район за пределы центра города. Саньлитунь был выбран в качестве такой области, и первый премьер-министр КНР Чжоу Эньлай поручил переместить сюда иностранные представительства и посольства к концу 1950-х годов. В 1952 году в район переехали Пекинский Технологический институт, Пекинская школа танцев и Пекинская средняя школа. По мере увеличения численности населения, были также построены Пекинская 80-я средняя школа, больница Чаоян и несколько начальных школ.
Наряду с экономическими реформами конца 1970-х и начала 1980-х годов Саньлитунь стал стремительно развиваться. В 1985 году открыт первый в Пекине отель «Zhaolong Hotel» (兆龙饭店), построенный при участии иностранного капитала, что стало знаковым событием для КПК после принятия Политики реформ и открытости. В 1990 году открыт первый бар на южной стороне Саньлитуня Frank’s Place, а в 1995 году — первый бар на южной стороны улицы, названный Cat Cafe.

## Нынешнее время
В условиях активной конкуренции барных улиц Пекина, таких как Хоухай и Наньлогусян, барная улица Саньлитунь становилась гораздо менее популярной, чем в начале 2000-х годов, но по-прежнему была оживленным местом для ночного отдыха в Пекине.
Торговые центры Village и Nali Mall открылись летом 2008 года, благодаря чему в районе появилось множество новых магазинов, ресторанов, баров и многозальный кинотеатр. 19 июля 2008 года в Village появился первый магазин компании Apple.
Помимо этого, комплекс Саньлитунь SOHO расположен на западной стороне улицы и используется для коммерческих и жилых целей. На южной улице располагается театр Deyunshe, в котором регулярно происходят выступления с сяншэнами от известных комиков. Вокруг баров улицы также расположены магазины и развлекательные заведения, такие как Pacific Century Place, клуб горячих источников Кайфу и коммерческое офисное здание «Китайская красная улица».

## Скандалы и события

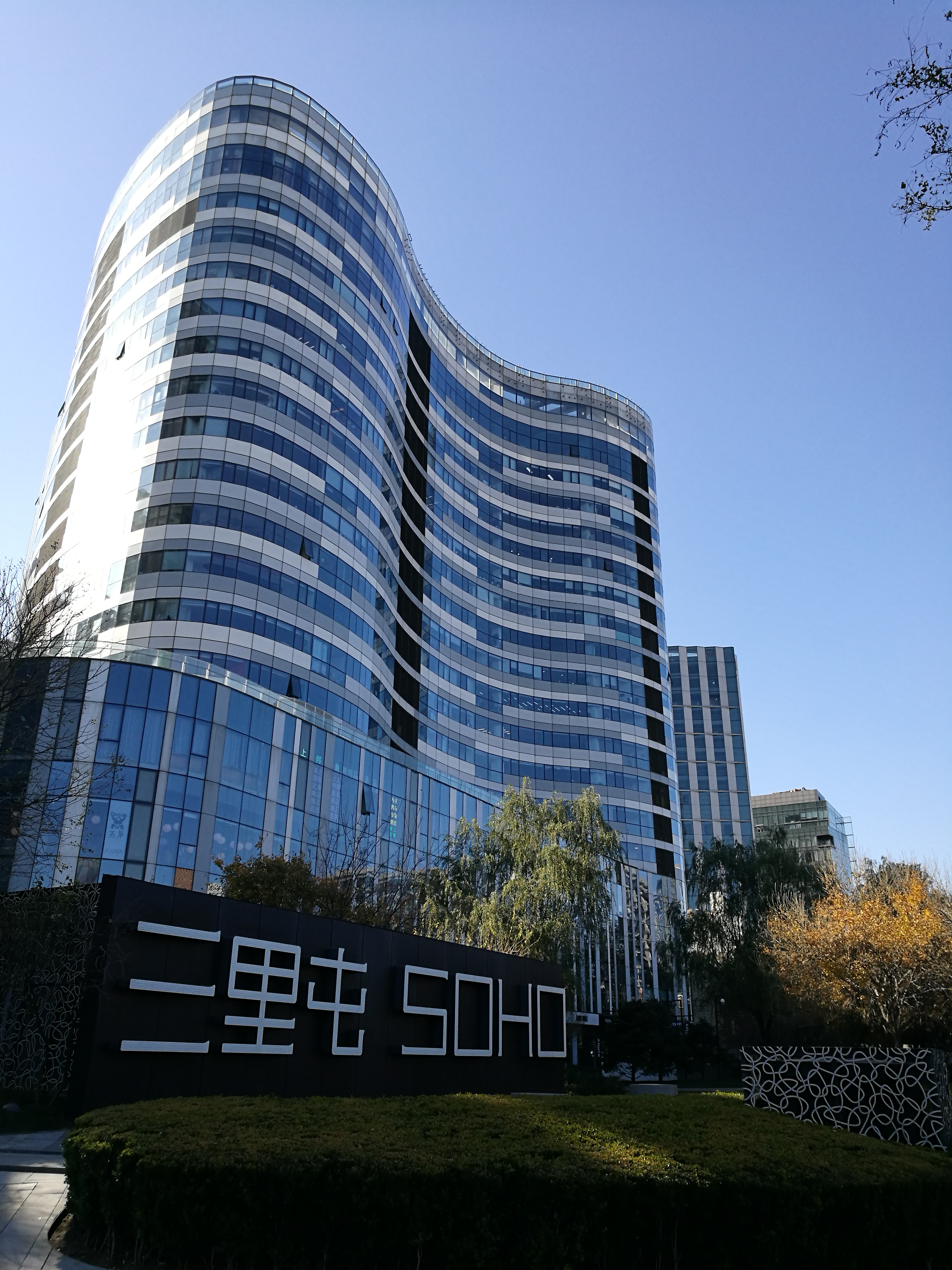
Саньлитунь SOHO

В связи с Летними Олимпийскими играми в Пекине в 2008 году, Саньлитунь активно развивали. В апреле 2008 года, в рамках программы по приведению города в порядок перед Олимпийскими играми, на Саньлитуне происходили крупные рейды на несколько баров и было произведено множество арестов в связи с найденными наркотиками.
Магазин Uniqlo на Саньлитуне привлёк международное внимание после того, как в одной из раздевалок магазина было снято любительское порно-видео в июле 2015 года Uniqlo отрицал какую-либо причастность к видео.
В августе 2015 года недалеко от Uniqlo была убита китаянка, а её французский муж был ранен в результате удара мечом.
25 декабря 2015 года, после терактов ИГИЛ в Париже в ноябре 2015 года, несколько иностранных посольств в Пекине предупредили о возможных угрозах в отношении иностранцев в торговом районе Саньлитунь в период Рождества, призвав своих граждан «проявлять повышенную бдительность».
Популярным местом для иностранцев и молодежи была «грязная улица» с ресторанами и барами в центре Саньлитуня, однако была очищена от нелегальных зданий и апартаментов в 2017 году.
Как одна из достопримечательностей Пекина, Саньлитунь часто становится популярным местом, которое выбирают в качестве декорации во многих фильмах и сериалах. Например, «Мистер Сикс» (老炮儿), «Любовь не слепа» (失恋33天) и другие.

## Популярные места

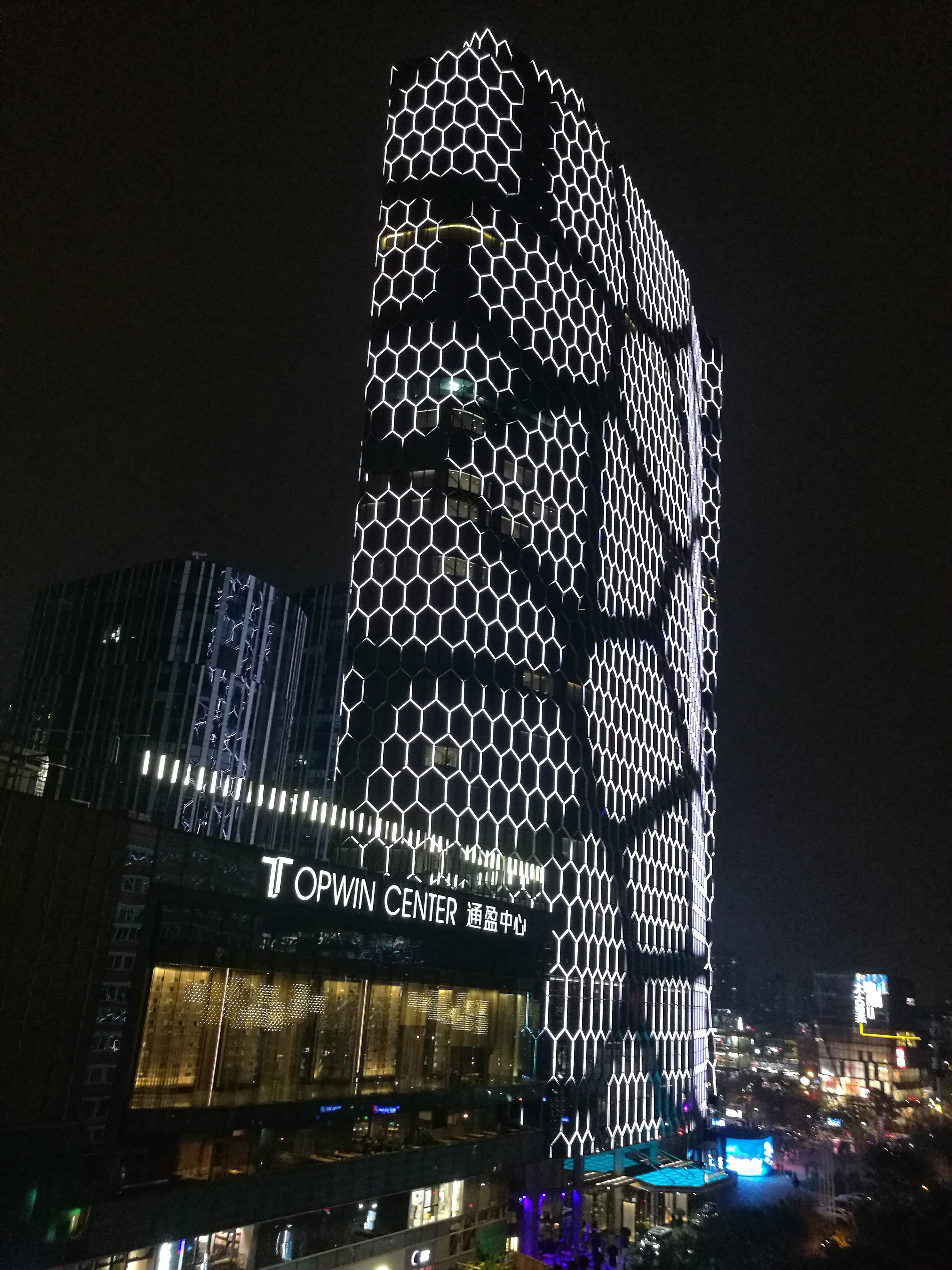
Topwin Center

##### Основные подрайоны на Саньлитуне
- Sanlitun Village (三里屯太古里)[16]
- Sanlitun SOHO (三里屯 SOHO)
- Topwin Center (通盈中心)
- Pacific Century Place (盈科中心)
- Hongjie Mansion (中国红街)

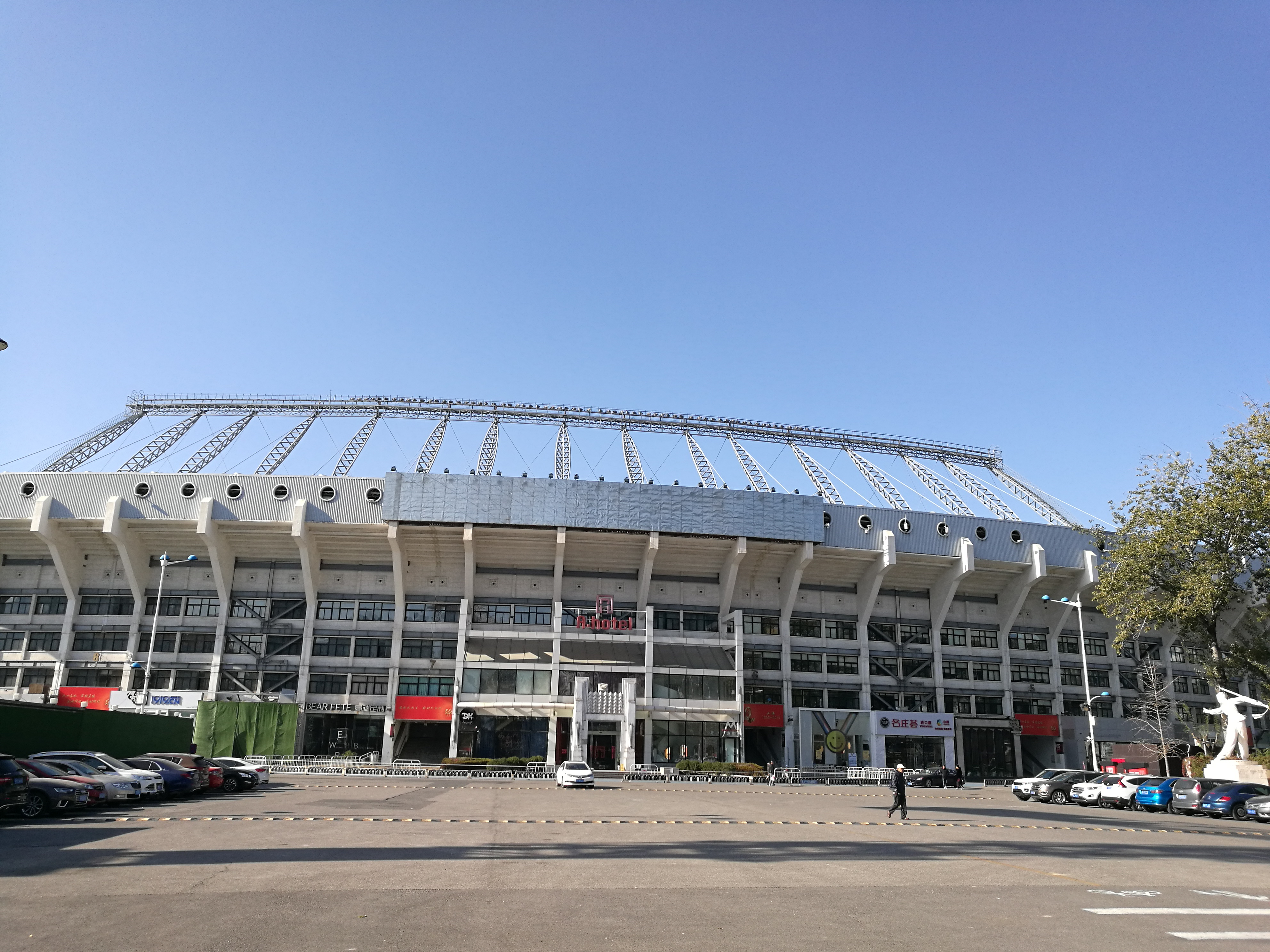
Стадион Трудящихся

- Nali Patio (那里花园) — это многоэтажное здание в средиземноморском стиле, построенное во время Олимпийских игр 2008 года с множеством баров и ресторанов[17].
- Sanlitun Bar Street (三里屯酒吧街) — улица, на которой расположилось более 80 баров и чайных домов[18][19].
- 3.3 Mansion (3.3大厦)
- Стадион Трудящихся (北京工人体育场) — стадион, построенный в 1959 году к 10-летию Китайской Народной Республики, в настоящее время здесь находится китайский футбольный клуб Бэйцзин Гоань[17].

##### Популярные площадки на Саньлитуне
- Книжный магазин Sanlian Taofen — это круглосуточный книжный магазин, открытый в 2018 году. Он не только продает книги и сувениры, но и предлагает напитки людям, которые останавливаются там поработать[20].
- Shiba Inu cafe — это кафе, известное тем, что в нем есть собаки, с которыми люди могут поиграть и сфотографироваться[21].
- The Bookworm — это кафе-книжный магазин, популярный у иностранцев, где можно поесть и провести мероприятия, связанные с чтением[22][17]. Однако 11 ноября 2019 года владельцы сообщили, что кафе закрывается в связи с невозможностью продлить срок аренды[23].

## Образовательные учреждения

##### Международные школы
- Кампус Британской школы Пекина.
- Колледж посольства Пакистана Пекина[24].
- Школа при итальянском посольстве Пекина[25].

##### Китайские местные школы
- Пекинская средняя школа № 80[26].
- Пекинская средняя школа Саньлитунь № 1[27].
- Пекинская экспериментальная начальная школа Чаоян[28].
- Начальная школа Байцзячжуан[29].

## Схема проезда

##### На метро[30]
1. Выход А на 10 линии на станции Tuanjiehu Station (团结湖站)
2. Выход на 6 линии на станции Dongdaqiao Station (东大桥站)
3. Выход на 2 линии на станции Dongsishitiao Station (东四十条站)

##### На автобусе[31]
1. Автобусы № 3, № 110, № 113, № 115, № 117, № 118, № 120 до станции Workers' Stadium (工人体育场)
2. Автобусы № 113, № 115, № 431, № 701, № 16, № 34 до станции Sanlitun (三里屯)
3. Автобусы № 113, № 115, № 117, № 431, № 701, № 16 до станции Changhongqiao West Station (长虹桥西)